# Bibio alexanderi
Bibio alexanderi är en tvåvingeart som beskrevs av James 1936. Bibio alexanderi ingår i släktet Bibio och familjen hårmyggor.
Artens utbredningsområde är Oklahoma. Inga underarter finns listade i Catalogue of Life.